# Беретник сірочеревий

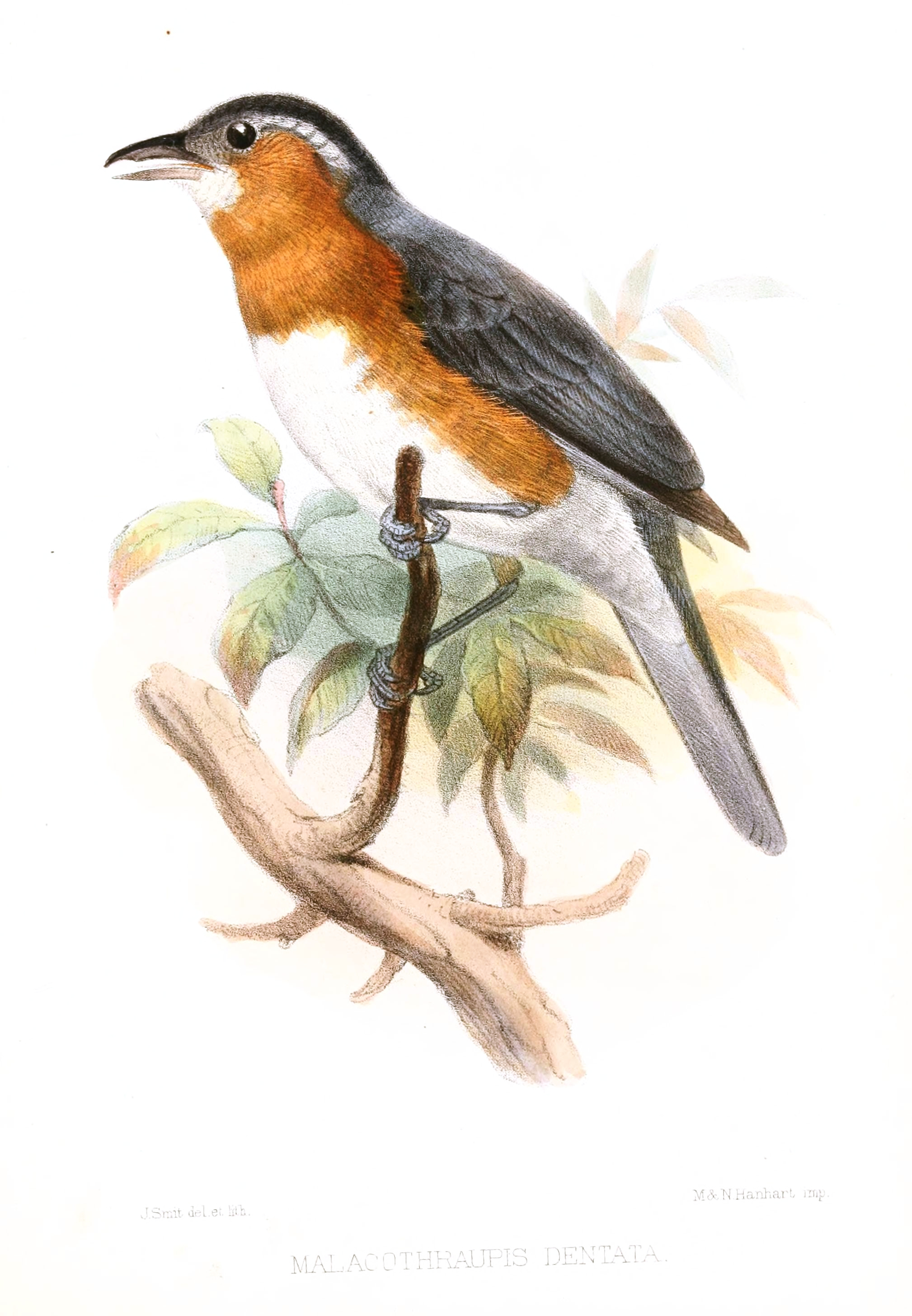
Сірочеревий беретник

Бере́тник сірочеревий (Creurgops dentatus) — вид горобцеподібних птахів родини саякових (Thraupidae). Мешкає в Перу і Болівії.

## Поширення і екологія
Сірочереві беретники мешкають на східних схилах Анд в Перу ( на південь від гір Кордильєра-де-Вількабамба в Куско) та в Болівії (Ла-Пас, Кочабамба). Вони живуть в кронах вологих гірських тропічних лісів та на узліссях. Зустрічаються на висоті від 1500 до 2150 м над рівнем моря.